# Karlštejn

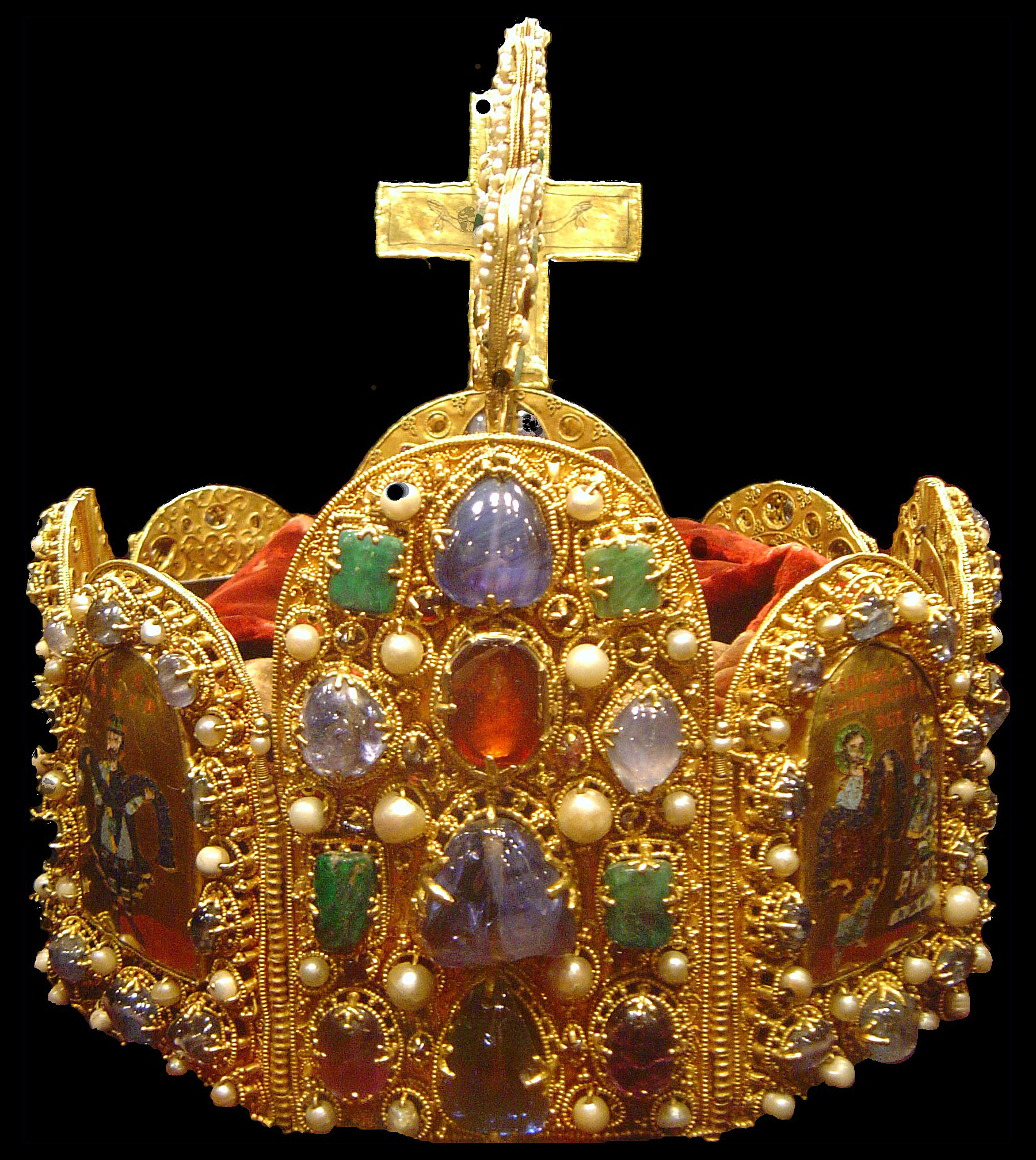
Koruna Svaté říše římské, která byla uložena v kapli sv. Kříže

Karlštejn (německy Karlstein) je původem středověký královský hrad, nacházející se na katastrálním území Budňany v městysi Karlštejn v okrese Beroun asi třináct kilometrů východně od Berouna a třicet kilometrů jihozápadně od centra Prahy. Leží uprostřed chráněné krajinné oblasti Český kras. Hrad je ve vlastnictví České republiky a jeho správu zajišťuje Národní památkový ústav. Veřejnosti je přístupný nepřetržitě od roku 1905, a patří tak k jedněm z nejdéle zpřístupněných památek na území Česka. Od 30. března 1962 je veden jako národní kulturní památka, jejíž návštěvnost od počátku 60. let 20. století s výjimkami neklesá pod hranici 200 tisíc návštěvníků za rok. Karlštejn tak dlouhodobě patří mezi desítku nejnavštěvovanějších památek České republiky – je hned druhým nejvíce vyhledávaným hradem Česka, a v rámci památek spravovaných Národním památkovým ústavem si dlouhodobě drží pozici čtvrté nejnavštěvovanější památky.
Hrad Karlštejn byl založen okolo roku 1348 jako soukromé reprezentační sídlo českého a římského krále (později císaře) Karla IV. Na podzim roku 1355 čerstvě ustanovený římský císař Karel, navrátivší se z římské jízdy za císařskou korunovací, účel rozestavěného hradu pozměnil. Rozhodl se jej užívat jako královskou klenotnici – důmyslně duchovně i vojensky střežené úložiště říšských korunovačních klenotů a souboru svatých ostatků. České korunovační klenoty, do té doby přechovávané v katedrále svatého Víta v Praze, se poprvé na Karlštejně krátce ocitly až počátkem 20. let 15. století na příkaz Karlova syna Václava IV. Vzápětí král Zikmund oba soubory královských insignií nechal z obav před husitskými bouřemi vyvézt z Českého království. Po skončení husitských válek byly na Karlštejn navráceny k úschově roku 1436 pouze české královské klenoty (včetně listinného korunního archivu) a setrvaly zde s krátkými přestávkami až do roku 1619.
Nejcennějšími dochovanými prostorami na Karlštejně jsou kaple sv. Kateřiny a kostel Nanebevzetí Panny Marie v Mariánské věži a kaple sv. Kříže ve Velké věži, na jejichž výzdobě se podíleli přední mistři českého gotického malířství. Jedinečně zachovalá nástěnná výzdoba všech zmíněných kaplí, tvořená freskovými malbami a inkrustovanými pásy, je ukázkou vyspělé umělecké práce pozdního středověku. Pozoruhodně zachovalé jsou také tzv. schodištní freskové cykly ve schodišťovém přístavku Velké věže. Unikátem hradu je pak soubor 129 gotických deskových maleb zdobící stěny kaple sv. Kříže, který svým rozsahem nemá ve světě obdoby. Interiér kaple včetně deskových obrazů byl pak náročně zrestaurován v letech 1985‒2003 v rámci projektu Soubor středověkých deskových maleb Mistra Theodorika, za který posléze Národní památkový ústav získal formou diplomu cenu Evropské unie v oblasti kulturního dědictví Europa Nostra Award za rok 2005 v kategorii Konzervování ‒ Sbírky uměleckých děl, jež se stala dokladem citlivě provedené restaurace a jedinečnosti souboru deskových obrazů nejen v českém, ale též evropském měřítku. Ačkoliv je současný hrad výsledkem dříve horlivě diskutované, kritikou nešetřené a poněkud sporně přijímané novogotické přestavby ze závěru 19. století, snaží se na ni dnešní orgány památkové péče pohlížet jako na svébytnou, záchrannou restauraci podmíněnou proudem dobových teoretických názorů na obnovu historických středověkých památek.

## Původ jména hradu
Jméno hradu vzniklo ze spojení dvou německých slov „Karls-stein“ [ˈkɑʁls.štaɪ̯n], čili Karlův kámen nebo Karlův skalní hrad, a bylo přejato do češtiny jako Karlštejn. Jméno je odvozeno od zakladatele hradu krále Karla IV., který do zakládací listiny karlštejnské kapituly vydané roku 1357 nechal vepsat pasáž „(…) založili jsme ve jménu Krista Spasitele ke chvále a slávě Trojice věčné a zejména nejdobrotivějšího našeho Vykupitele, (…) a ke cti veškerého nebeského vojska jsme zbudovali na svém hradu Karlštejně, který jsme od základů jakožto úplně nový postavili a stanovili nazývat jej pro svou trvalejší památku podle svého jména, totiž tak, aby se jmenoval Karlštejn podle Karla, dvě kaple (…).
Od první poloviny 19. století je rovněž doložena další podoba jména hradu, a to Karlův Týn, jež vznikla nepřesným překladem místního německého jména Karlstein jako „Karls-tein“ ([ˈkɑʁls.taɪ̯n]; německy Tein = týn, ohrazení). Pojmenování hradu Karlův Týn se zcela běžně objevovalo v dobových propagačních materiálech, průvodcích, tisku, kulturních dílech, historiografii i na pohlednicích. V roce 1949 bylo jméno hradu přeneseno na obec v podhradí, do té doby zvanou Budňany.

## Historie
Karlštejn byl založen českým a římským králem, pozdějším císařem Karlem IV., jako poměrně skromná stavba o jedné věži. Záměr uložit zde a ochraňovat korunovační klenoty Svaté říše římské a relikvie (svatých ostatků) podle posledních výzkumů pojal Karel až později, v roce 1356, a úměrně tomu byly přistavovány nové věže. Podle tradice vycházející z kroniky Václava Hájka z Libočan se slavnostního zahájení stavby dne 10. června 1348 spolu s Karlem IV. účastnil i první pražský arcibiskup Arnošt z Pardubic, avšak oba mužové nebyli v tento den v Čechách, a těžko tedy mohli slavnostně založit hrad. Stalo se tak pravděpodobně o 2 roky dříve kolem roku 1346. Stavba hradu probíhala až do roku 1365. Vnitřní výzdoba hradu a kaple sv. Kříže byla dokončena v roce 1367.
Na počátku 15. století sem byly též přivezeny české korunovační klenoty. Pravděpodobně se tak stalo na pokyn Karlova syna, krále Václava IV. (1378–1419). Záznam o tomto převozu však chybí. Ke korunovaci krále Zikmunda (1420) byly již přivezeny do Prahy z Karlštejna. Po korunovaci byly klenoty opět vráceny na Karlštejn, brzy na to však vypukla husitská revoluce a Zikmund nechal jak české, tak říšské korunovační klenoty odvézt do zahraničí. V průběhu revoluce odolal hrad obléhání husitskými vojsky pod vedením Zikmunda Korybutoviče (1422). Po skončení válek a po svém návratu na český trůn vrátil Zikmund české korunovační klenoty zpět na Karlštejn (1436), kde pak zůstaly uloženy až do začátku 17. století. Říšské klenoty již zůstaly v zahraničí.
Husitskou revolucí došlo ke změně původní funkce hradu. Karlštejnští purkrabí střežili české korunovační klenoty a zemský archiv. Od roku 1541 zde byly též ukládány opisy zemských desk.
Vladislavské zřízení zemské vydané králem Vladislavem Jagellonským roku 1500 zavazuje přísahou karlštejnské purkrabí, že budou chránit hrad i s korunou, klenoty a zemskými privilegii pod trestem smrti, ztráty cti a majetku a vyhnání potomků ze země. Korunu směli vydat pouze tomu, kdo byl předtím řádně zvolen českým králem. Po korunovaci, která se konala v Praze, byly klenoty vraceny zpět na hrad.
V polovině 16. století za správy Jáchyma Novohradského z Kolovrat došlo k renesanční přestavbě hradu. Přestavba se týkala především Velké věže a budovy purkrabství, která byla v té době nejvíce využívána.
V době stavovského povstání byly korunovační klenoty z rozhodnutí direktorů dne 22. června 1619 odvezeny na Pražský hrad. S vývojem vojenské techniky byla totiž obranná funkce hradu shledána již jako nedostatečná. Při revizi zemského zřízení roku 1625 císař Ferdinand II. zrušil úřad karlštejnských purkrabí, neboť pozbyl své funkce. Hrad byl převeden do užívání českých královen. V roce 1626 císařovna Eleonora zastavila hrad Janu Kavkovi z Říčan. Ten nechal z hradu odvézt vybavení a zbylé svátostiny. Na konci třicetileté války (1648) byl hrad dobyt švédským vojskem. Po skončení války byl hrad značně zchátralý.
Na konci 17. století se dostal do majetku českých královen a císařoven. V roce 1755 jej Marie Terezie darovala nově založenému Ústavu šlechtičen v Praze. Ten však hrad využíval pouze jako centrum hospodářské správy pro okolní statky. Hrad i nadále chátral. Pozornosti se mu dostalo až na konci 18. století v souvislosti s národním obrozením. V roce 1812 navštívil hrad císař František I., který vzápětí věnoval peníze na jeho opravu.

Podoba hradu před přestavbou
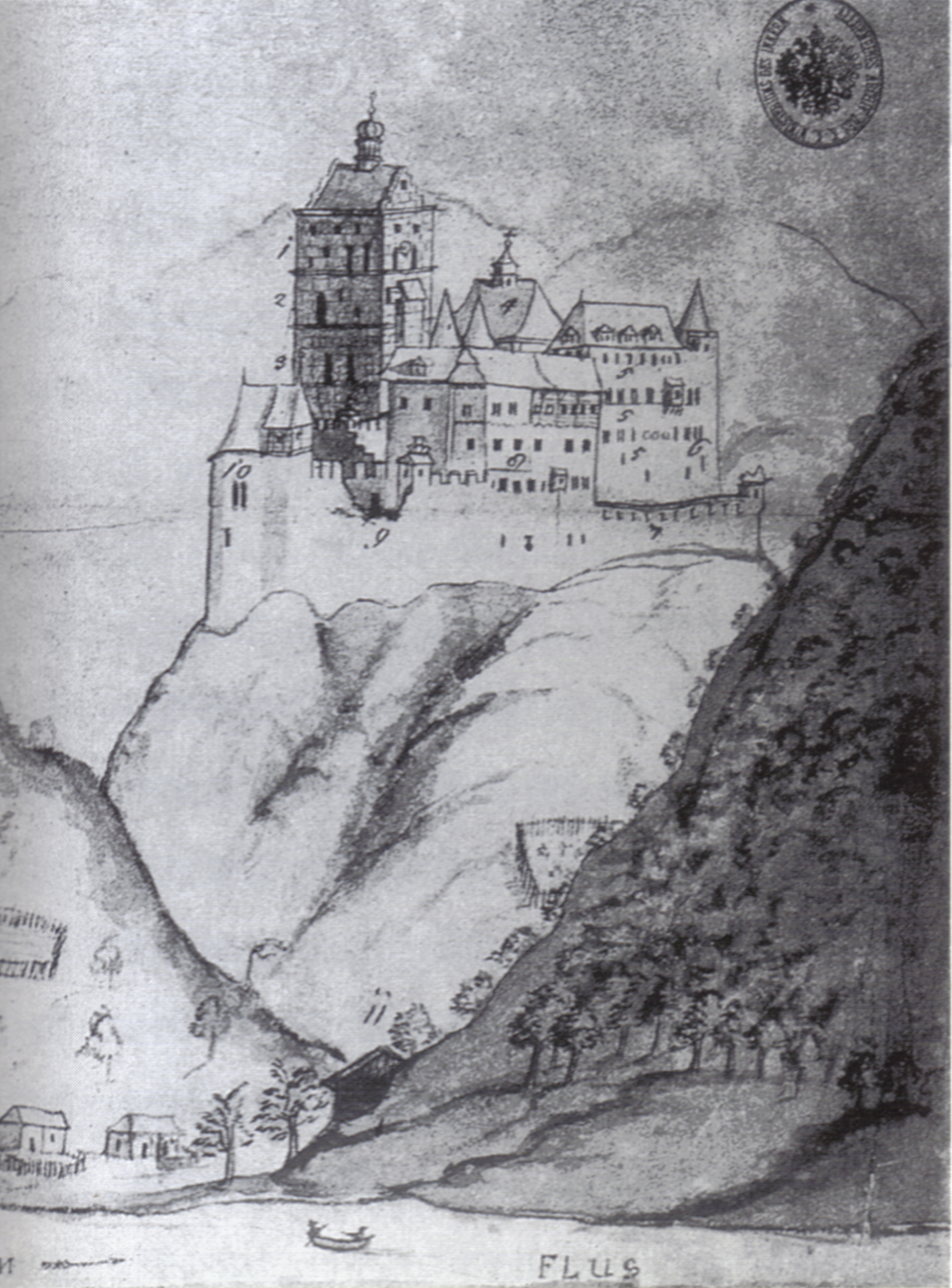
Karlštejn na rytině z roku 1720
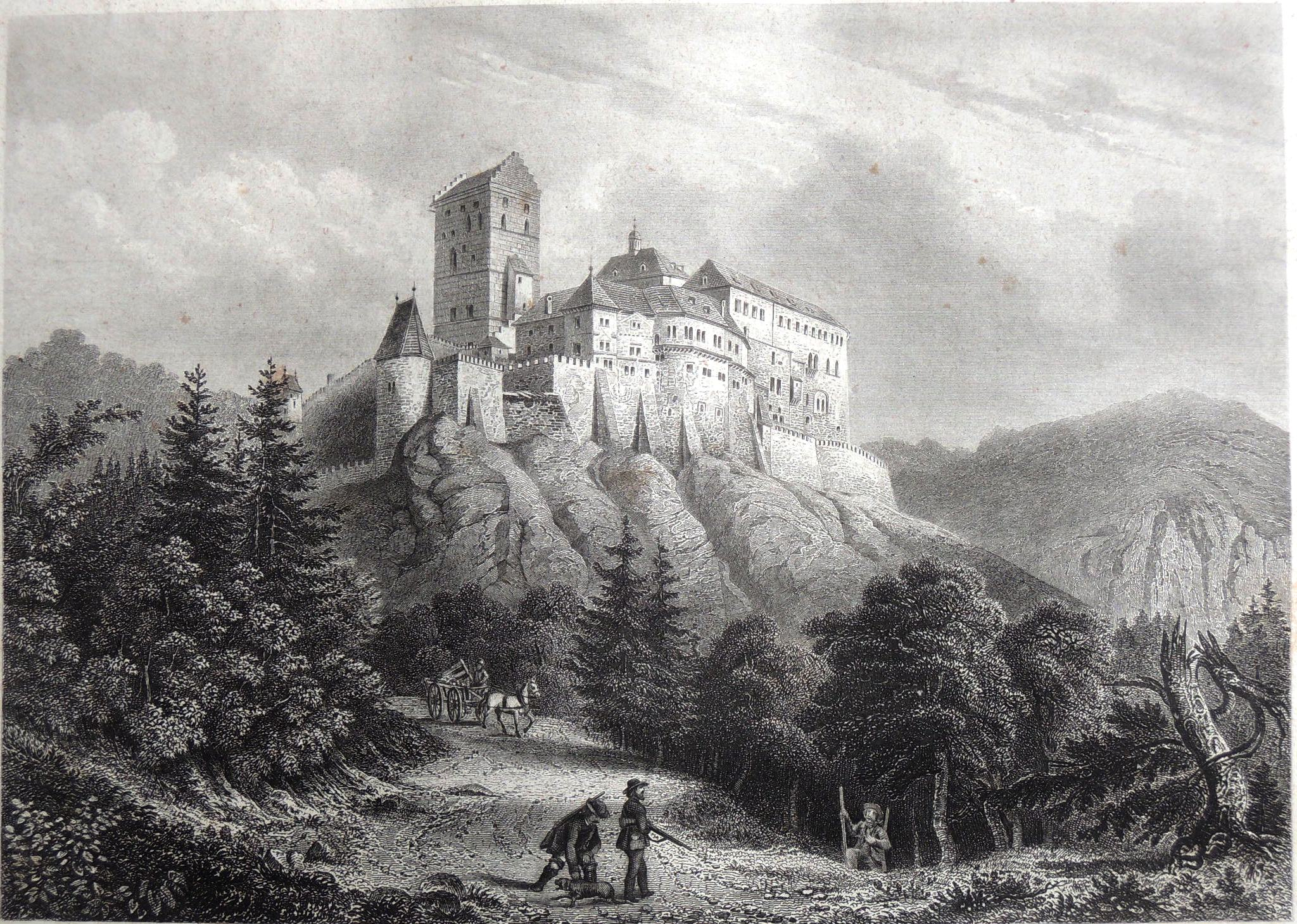
Karlštejn na rytině z roku 1860
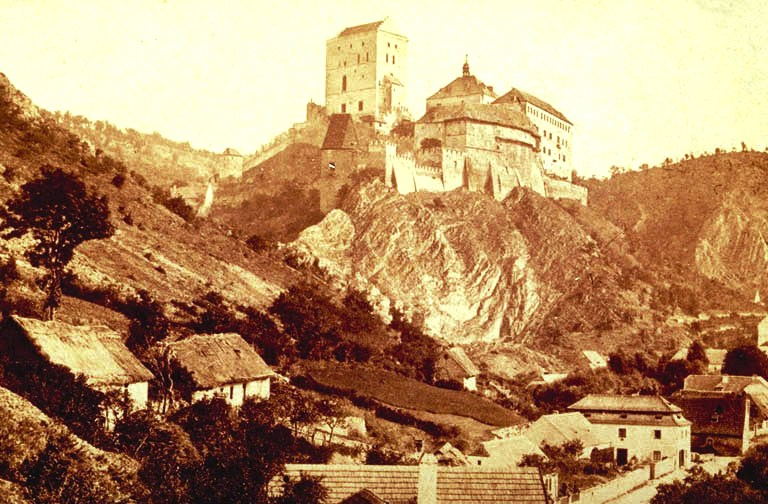
Historická podoba hradu před Mockerovou přestavbou na fotografii Františka Fridricha (1870)
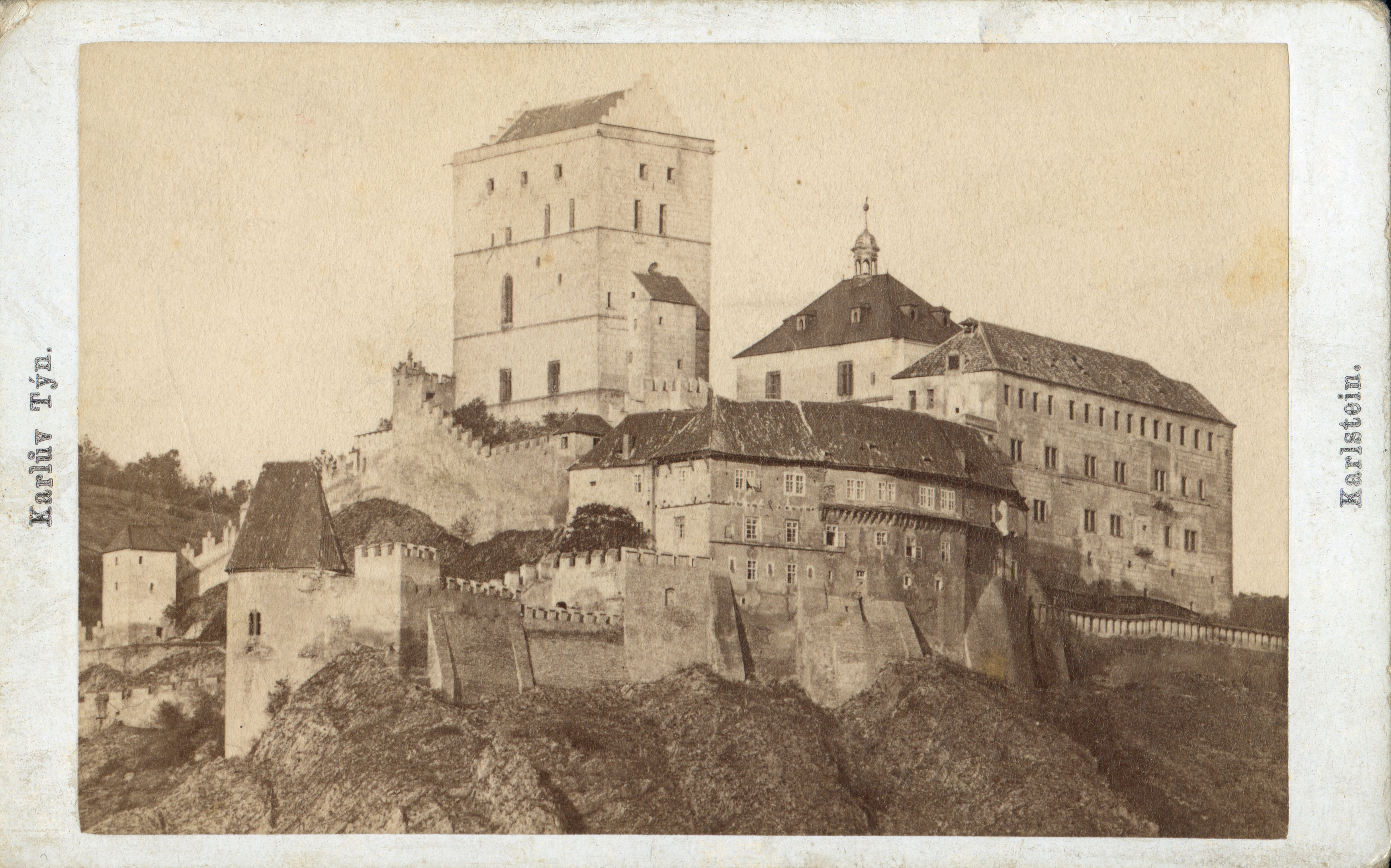
Karlštejn před přestavbou, foto kolem roku 1880
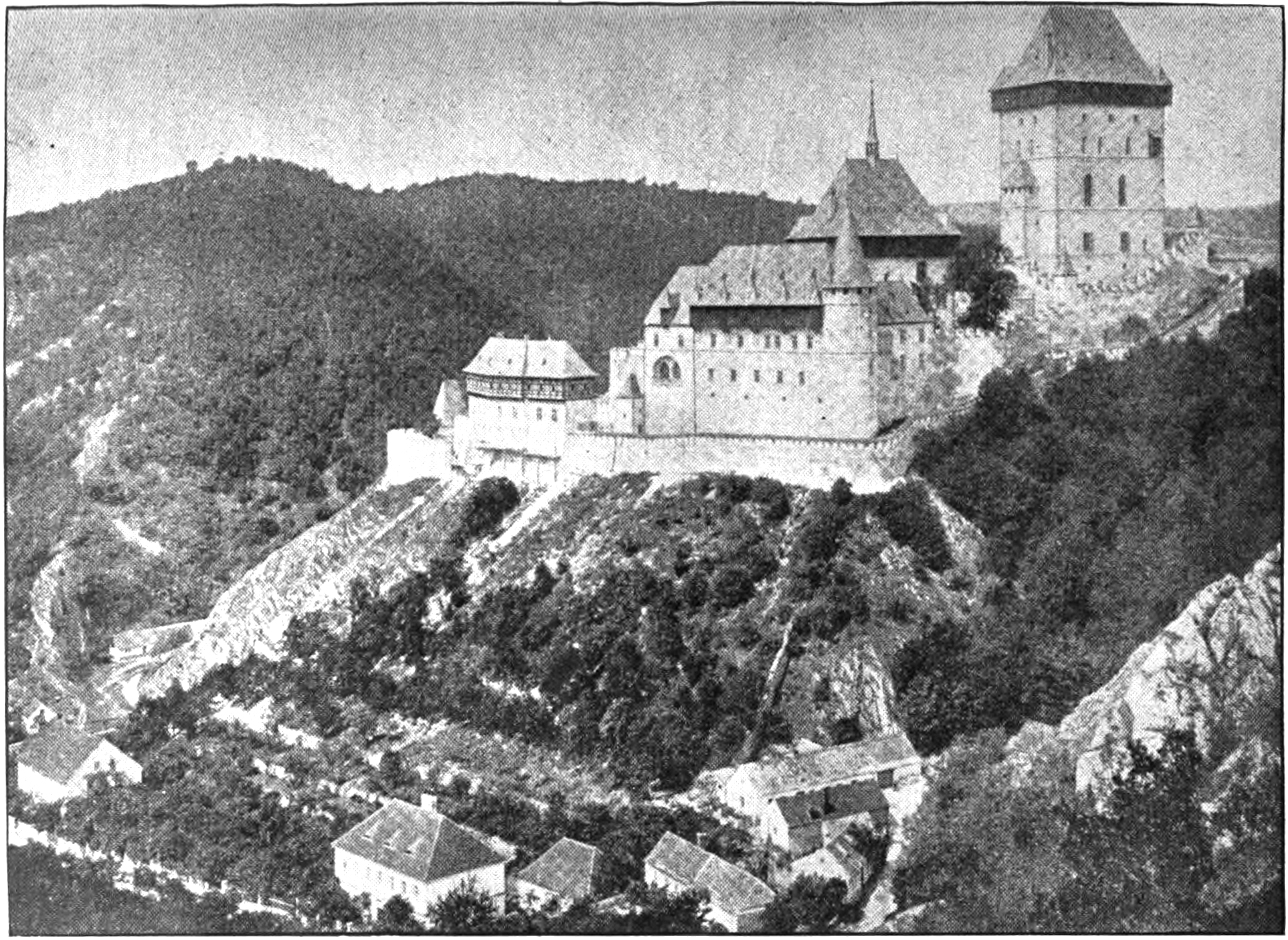
Karlštejn v roce 1917

## Historizující rekonstrukce

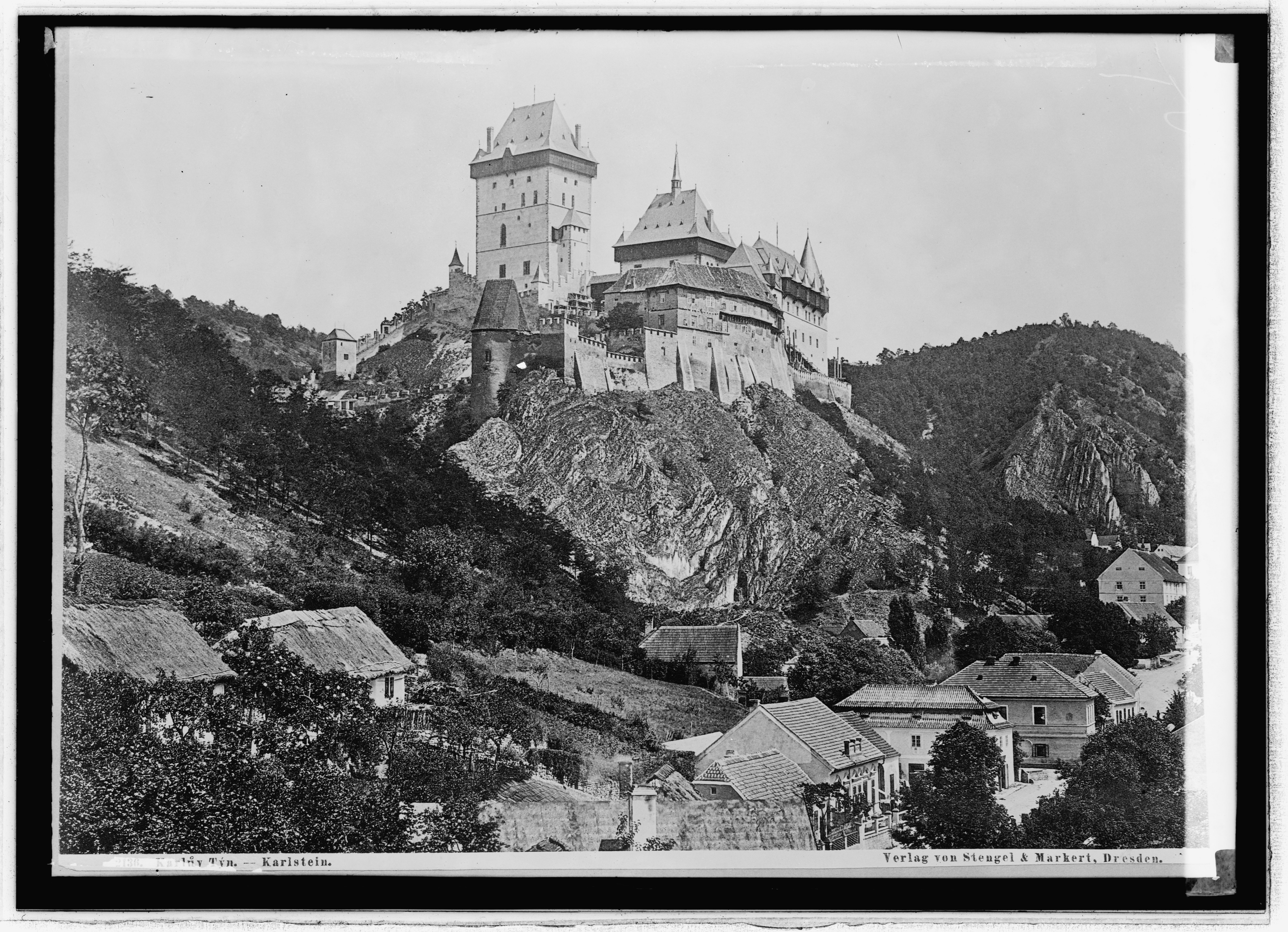
Karlštejn po přestavbě, foto kolem roku 1910

V letech 1887–1905 probíhala přestavba hradu v duchu tzv. purismu, která měla hradu navrátit domnělou gotickou podobu. Realizoval ji Josef Mocker, a to nejdříve na základě koncepce vídeňského profesora Friedricha von Schmidta až do jeho smrti v roce 1891, od roku 1892 potom samostatně. Po Mockerově smrti v roce 1899 stavbu dokončil stavební rada inženýr Krch. Výsledky této přestavby byly kritizovány již na začátku 20. století, s odstupem času jsou však hodnoceny jako projev své doby. Dobroslav Líbal však ostře kritizoval Schmidtovy a Mockerovy úpravy Karlštejna ještě při příležitosti stého výročí Mockerova úmrtí.
Hrad se otevřel veřejnosti roku 1905, od roku 1918 je ve vlastnictví státu. V roce 1962 byl vyhlášen národní kulturní památkou.

## Současnost

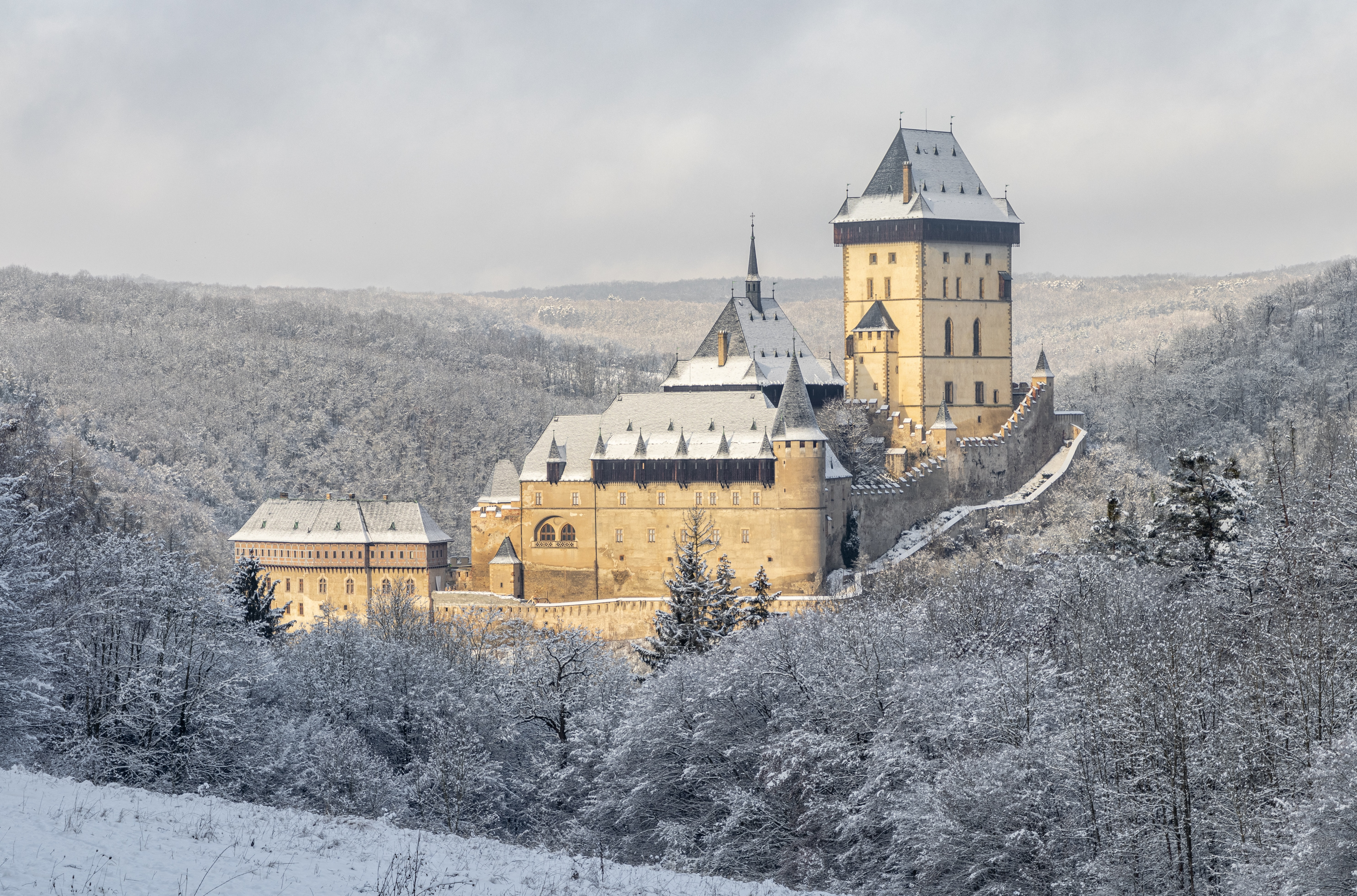
Zimní pohled na Karlštejn od jihovýchodu ze sedla mezi Plešivcem a Haknovou

| Rok  | Počet návštěvníků |
| ---- | ----------------- |
| 2016 | 268 532           |
| 2015 | 217 754           |
| 2017 | 228 159           |
| 2018 | 223 895           |

V současnosti je Karlštejn jedním z nejnavštěvovanějších hradů v Česku. Je ve vlastnictví státu a ve správě Národního památkového ústavu, Územní památkové správy v Praze. Kromě tří prohlídkových okruhů s průvodcem nabízí Karlštejn každoročně také řadu kulturních a společenských akcí – koncerty, divadelní představení, výstavy, Karlštejnské kulturní léto, Královský průvod či tradiční Karlštejnské vinobraní. Hrad Karlštejn nabízí také možnost uspořádání svatebních obřadů. 
Na období let 2018–2022 byla naplánována rozsáhlá rekonstrukce přízemních, suterénních a sklepních prostor Císařského paláce, která byla slavnostně zahájena 5. března 2020. Cílem rekonstrukčních prací je zbudování nového návštěvnického centra s toaletami, v suterénu císařského paláce vznikne víceúčelový sál a v budově purkrabství bude instalována stálá expozice o stavebním vývoji hradu a o karlštejnském vinařství.

## Popis

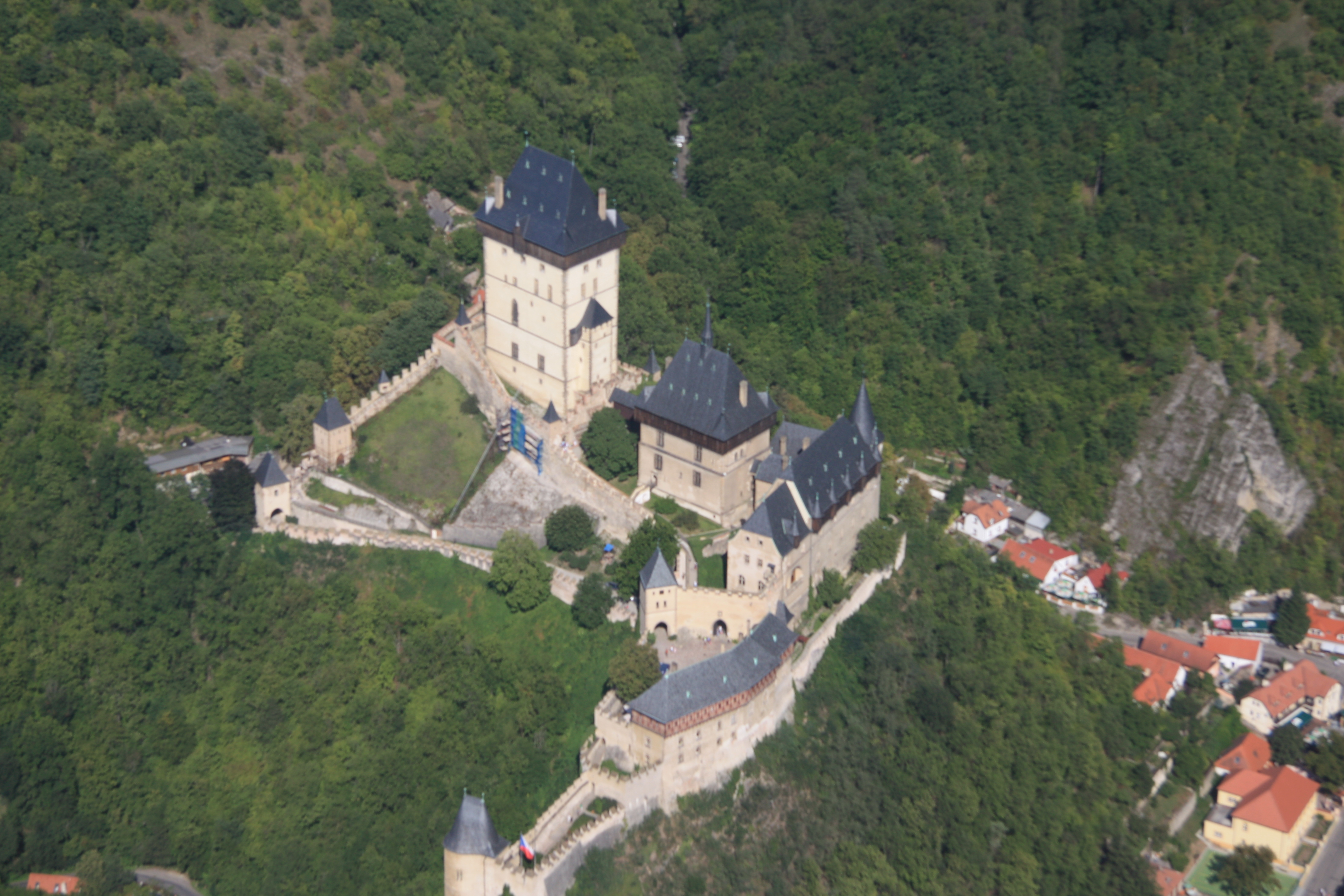
Letecký pohled

Karlštejn je mohutný kamenný gotický hrad, který stojí na vápencové skalní ostrožně (316 metrů) nad stejnojmennou obcí a skládá se z několika samostatně opevněných staveb. V okolí se nacházejí vinice a hluboké, většinou listnaté lesy. Hlavními částmi hradu jsou studniční věž, budova Purkrabství, Hodinová věž, Císařský palác, Mariánská věž a Velká věž. Jednotlivé architektonické prvky hradu jsou stupňovitě uspořádány podle významu, který jim Karel IV. přikládal, přičemž nejvýše je položena Velká věž.

### Studniční věž

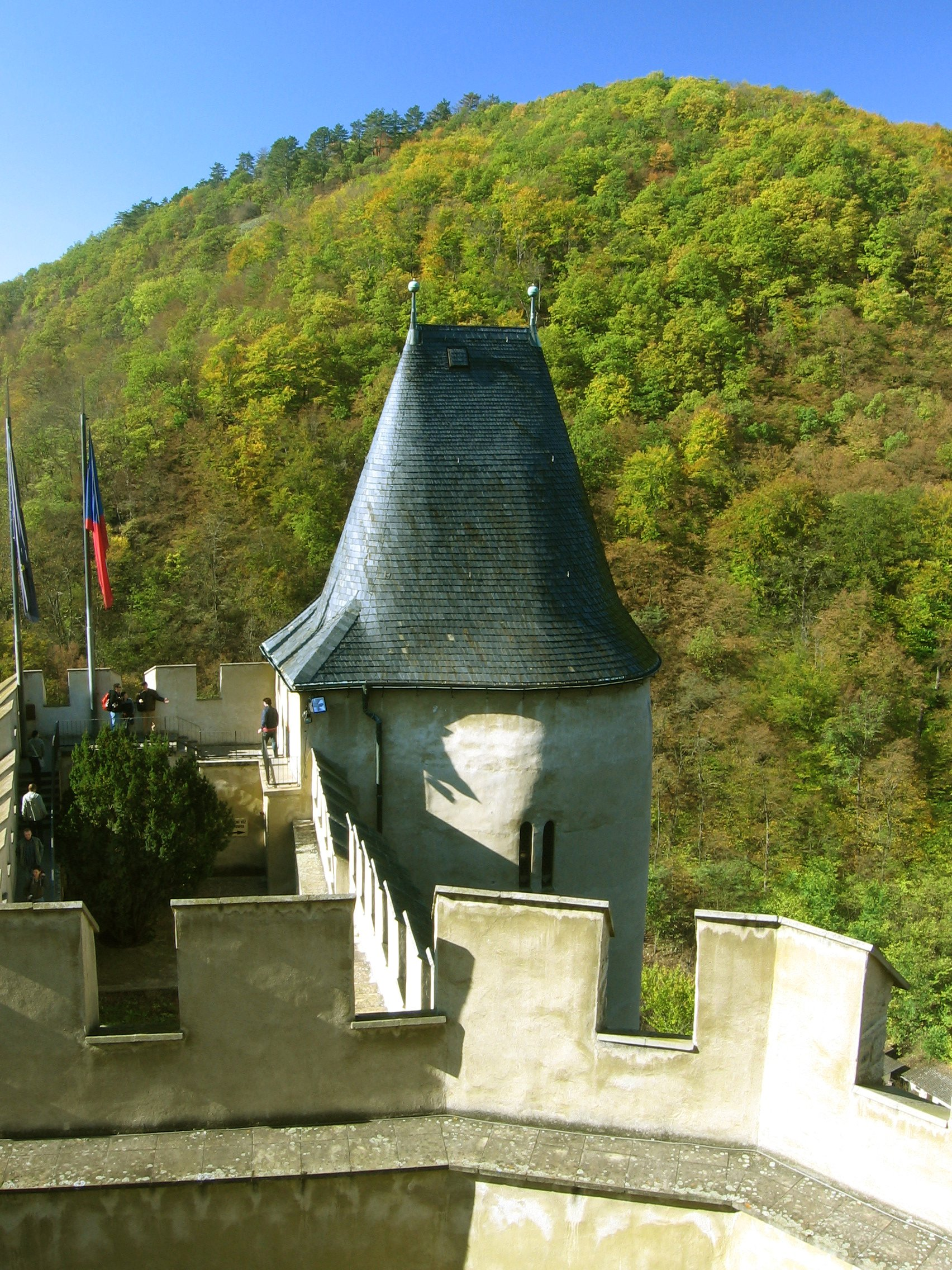
Studniční věž

Hradní studna je hluboká 78 metrů. Nemá vlastní pramen, voda se přiváděla štolou z Budňanského potoka, tekoucího pod hradem. Zařízení na vytahování a spouštění okovu tvoří kolo, v němž šlapali lidé a uváděli je do pohybu.

### Purkrabství
Purkrabství bylo v minulosti mnohokrát přestavováno. Dnešní budova pochází z pozdně gotické dostavby Karlštejna v 15. století. Původní budova z doby Karla IV. byla stržena v 19. století v rámci rekonstrukce Josefa Mockera. V 21. století slouží správě hradu, slavnostním obřadům obecního úřadu a reprezentačním účelům.

### Císařský palác
Palác sloužil v době Karla IV. a Václava IV. jako obydlí panovníka a jeho dvora. V 1. patře se nacházejí místnosti sloužící panovníkovu dvoru. Druhé patro obýval panovník. Nachází se zde Karlova ložnice a reprezentační prostory jako sál předků (Lucemburský sál) či audienční síň – nejlépe dochovaný interiér paláce s dřevěným kazetovým obložením. Z ložnice vede točité schodiště do prostor obývaných královnou a jejími dámami tzv. fraucimoru.

### Mariánská věž
Menší z věží vnitřního hradu je spojena můstkem s císařským palácem. Ve 2. patře se nachází kostel Panny Marie se sakristií. V kostele se zachovaly cenné nástěnné malby s biblickými výjevy a tzv. ostatkovými scénami, na nichž Karel IV. přijímá a ukládá ostatky svatých. Autorem maleb je pravděpodobně Mikuláš Wurmser ze Štrasburku. V kostele se dodnes slouží bohoslužby v den výročí úmrtí Karla IV. (29. listopad) a na den Nanebevzetí Panny Marie. Ke kostelu pak přiléhá kaple sv. Kateřiny, která sloužila jako soukromá oratoř císaře. Stěny kaple jsou obloženy technikou pietra dura, nad vchodem se nachází dvojportrét Karla IV. a jeho třetí manželky Anny Svídnické.
V 1. patře se nacházejí pokladnice a klenotnice, kde jsou dnes vystaveny předměty náležející ke karlštejnskému pokladu. V klenotnici je vystavena kopie Svatováclavské koruny. Prostory v přízemí věže, označované jako Červenka, sloužily v minulosti mimo jiné i jako hradní vězení.

### Velká věž

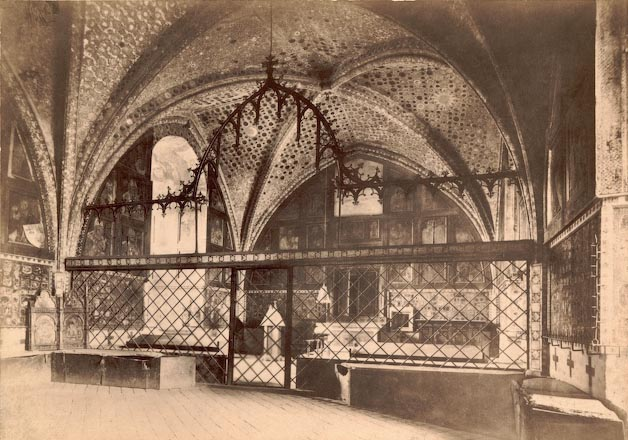
Kaple sv. Kříže na fotografii Jindřicha Eckerta z roku 1878

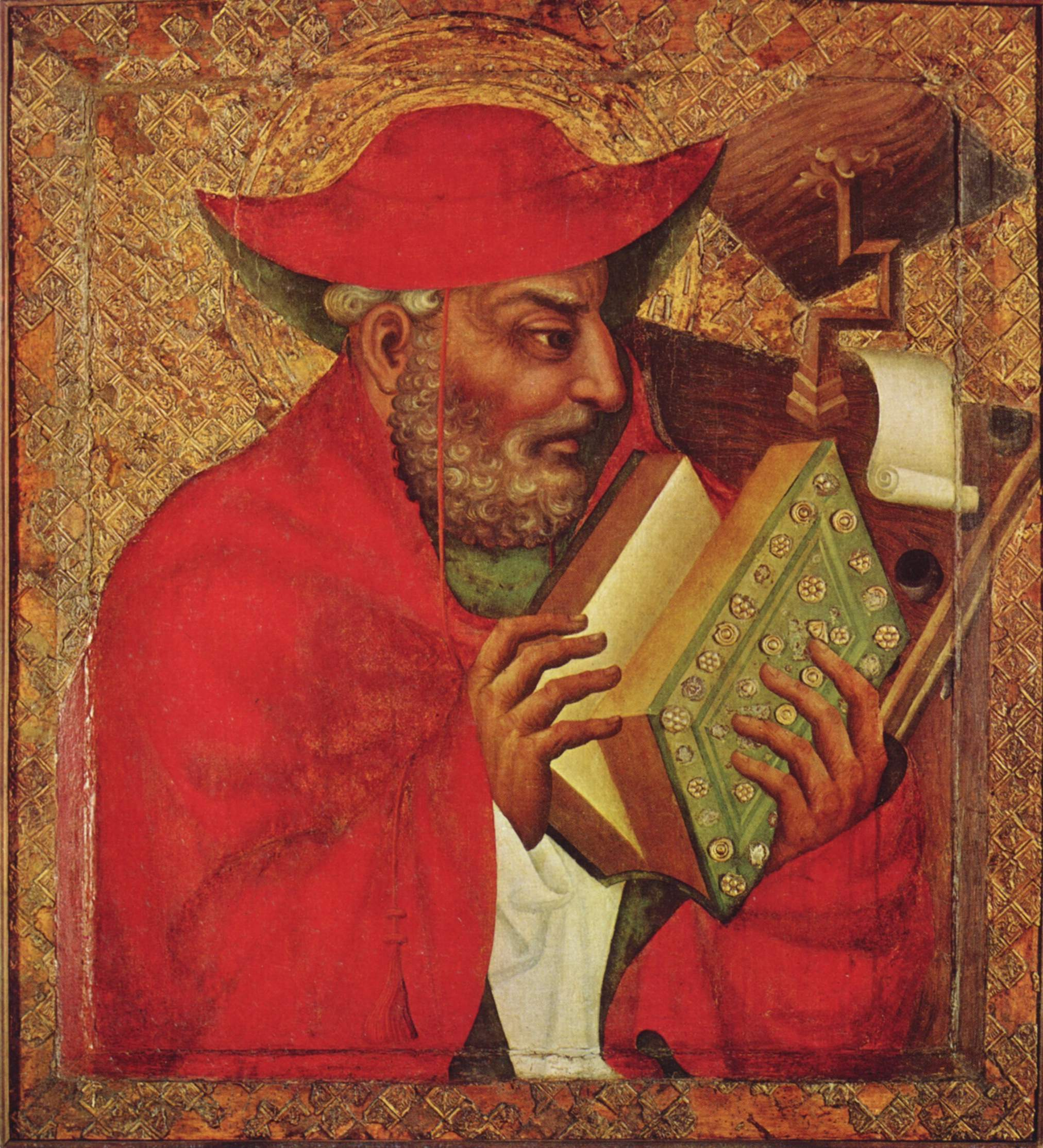
Obraz sv. Jeronýma od Mistra Theodorika v kapli sv. Kříže

Velká věž je spojena s Mariánskou věží krytým dřevěným mostem. Nachází se na nejvyšším místě hradu a má vlastní opevnění, což odpovídá největšímu duchovnímu významu a účelu, který jí zakladatel hradu určil. Po schodišti s nástěnnými malbami ze života sv. Václava a sv. Ludmily se vstupuje do nejcennějšího prostoru hradu – kaple sv. Kříže. Právě zde byly v minulosti uloženy říšské korunovační klenoty a svaté ostatky, později pak české korunovační klenoty a zemský archiv. Interiér kaple je ozdoben zlacením, drahými kameny a hvězdami, sluncem a měsícem z benátského skla. Kaple je rozdělena pozlacenou mříží na dvě části. Sám Karel IV. na důkaz pokory a úcty vstupoval za zlatou mříž bos.
Na stěnách je umístěn unikátní soubor deskových obrazů, jejichž autorem je Mistr Theodorik. V čele se nachází obraz Ukřižování Krista, další obrazy zobrazují nebeské vojsko – svaté mučedníky, svaté vdovy a panny, svaté rytíře, biskupy, papeže a svaté vládce v čele s Karlem Velikým a sv. Václavem. Zajímavostí je, že obrazy pokračují i na rámech. Obrazy zároveň sloužily jako relikviáře.
Kaple byla zabezpečena čtverými dveřmi se silnými železnými pláty. Uzamčena byla devíti zámky. Prostor byl hlídán strážnými, kteří sídlili nad kaplí. Vstup do kaple byl povolen jen se souhlasem císaře, podle jehož nařízení v této věži nikdo nesměl „spáti nebo ležeti“ s žádnou ženou, byť by to byla i jeho zákonná manželka. V kapli se konaly jen zvlášť významné mše, které směli sloužit pouze arcibiskupové a karlštejnský děkan.

### Viniční terasy
Na Kněží hoře, na jejíž jižní straně stojí hrad Karlštejn, se v předhradí nad hospodářským dvorem nacházejí čtyři viniční terasy, které zde byly vybudovány pravděpodobně v 19. století. V roce 2020 byla zpracována projektová dokumentace na jejich obnovu. Stávající odrůdy budou nahrazeny novými a budou též vysazeny trvalky a obnoveno schodiště.

## Hrad vkultuře
Na hradě se natáčel film Noc na Karlštejně. Hrad Karlštejn se stal také předmětem hudební umělecké tvorby, v roce 1973 vydala česká hudební skupina Spirituál kvintet své první studiové album Písničky z roku raz dva, na němž se mimo jiné objevuje také písnička „U Karlova Týna“, jejímž autorem je Dušan Vančura.